# Software para iglesias
El software para iglesias es una clase de software específicamente diseñado para utilizarse por una iglesia. Puede ser software administrativo, de manejo de listas de miembros o financiero, y también software de presentación para reuniones que genere imágenes para un proyector de vídeo.

## Software de presentación para el culto o servicio
Un software de presentación para el culto es un programa de presentación específicamente diseñado para mostrar imágenes (principalmente letra de canciones) durante alguna forma de culto religioso. Algunos programas también incluyen otras características que ayudan a planificar el servicio o la agenda de participaciones.
Las iglesias que adoptaron un estilo de culto contemporáneo a menudo proyectan la letra de las canciones para el canto congregacional. Originalmente, el retroproyector fue más frecuentemente utilizado, pero el proyector de vídeo es común en la actualidad debido a su incremento de performance y un decrecimiento del precio.
Se necesitaba un software para producir las imágenes para su visualización. Originalmente, se utilizaba un programa de presentación de propósito general como PowerPoint, pero resultaron ser de un valor limitado, principalmente debido a la necesidad de mostrar las letras de una selección de un gran número de canciones.
Los programas presentación fue tarea para algunos desarrolladores con el fin de resolver este problema. Una característica común es una base de datos que almacene las letras de canciones y que permita ser fácilmente recuperadas y proyectadas. Esto puede conllevar un registro de licencias de derechos de autor. Otras características de los programas actuales incluyen la posibilidad de mostrar textos de la Biblia (a menudo eligiendo entre distintas traducciones) y diapositivas (a menudo utilizadas para avisos e ilustraciones durante el sermón), así como el uso de gráficos o vídeos como telón de fondo. Otra característica común es la capacidad de reproducir DVD o mostrar vídeo en directo desde una cámara.
A pesar de que esta proyección es manejada por la persona que dirige el servicio o el sermón, las iglesias más grandes suelen tener un operador de computadora que controla lo que se proyecta.
Hay muchos programas disponibles, tanto comerciales, shareware o software libre. Entre los programas más populares están EasyWorship y Ecclesiared para cualquier dispositivo, MediaShout y ProPresenter para Macintosh y Windows. Y alternativas gratuitas como Easyslides o libres multiplataforma, que operan en ambos sistemas, así como también en Linux, como por ejemplo OpenSong y OpenLP.

## Software administrativo
El Software administrativo para iglesias es un software especializado que ayuda a las iglesias y otras organizaciones religiosas en la organización y automatización de las operaciones diarias. Estos paquetes suelen ayudar en el manejo de las listas de miembros y envío de boletines de noticias, recaudación de fondos, eventos y generación de informes, y algunos van más allá agregando seguimiento detallado de células (para las iglesias celulares) y el módulo de escuela bíblica. Las iglesias utilizan este tipo de programas para reducir el costo de las operaciones y el seguimiento del crecimiento en sus congregaciones.
En idioma español realmente destaca Ecclesiared como uno de los software más empleado a nivel mundial puesto que da servicio a miles de parroquias y más de un centenar de  Diócesis en todo el mundo que cuidan y protegen la información de sus parroquias con el famoso software español. No obstante, existen otros softwares aunque eso sí, sin tantos usuarios y presencia munual, como lo son Iglesiahoy e Iglesia en Conexión, Softlife, ContaIPUC, BLESS, Excellerate por Microsystem design y RollCall spanish por By the book, el primero de ellos es de una compañía hispana y diseñado exclusivamente en español, el segundo es de una organización colombiana conformada por ingenieros y pastores, el tercero es un completo sistema de información para la administración de la información contable de la iglesia hecho en Colombia y los siguientes dos son versiones traducidas de su versión original en inglés.